# Ökentrumpetare
Ökentrumpetare (Bucanetes githagineus) är en liten tätting som tillhör familjen finkar som främst häckar i norra Afrika, Mellanöstern och Centralasien, men även i ett litet område i sydöstra Spanien.  Mycket sällsynt har den observerats norr om utbredningsområdet, bland annat vid elva tillfällen i Sverige. Namnet har den fått av sitt läte som liknats vid ljudet av en leksakstrumpet. IUCN kategoriserar den globala populationen som livskraftig även om den mycket lilla europeiska populationen är hotad. 

## Utseende och läte
Ökentrumpetare är en liten och långvingad fink. Den mäter 11,5–13 cm. Den har stort huvud, och kort, mycket grov näbb. Adult hane i sommardräkt har blekröd näbb, grått huvud och nacke, ljust brun framrygg. Bröst, buk, gump och stjärt är rosa, där stjärten har en mörka kant och mittparti. Hanar i vinterdräkt, honor och juveniler har dräkter som i stor utsträckning påminner om hanens häckningsdräkt fast mycket ljusare och kontrastlösare. Juvenilens färger är genomgående mer bruna i tonen. Trivialnamnet ökentrumpetare kommer av fågelns sång, en nasal och sträv, utdragen mekanisk summerton som påminner om en liten leksakstrumpet.

## Utbredning och systematik

### Släktskap
Ökentrumpetaren beskrevs vetenskapligt av Martin Lichtenstein 1823 och han placerade den då i det stora finksläktet Fringilla. Idag placeras arten tillsammans med den närbesläktade mongolfinken i släktet Bucanetes. Den senare lyftes under en period ut till ett eget släkte, Eremopsaltria, i tron om att denna stod närmare rosenfinken (Carpodacus erythrinus) än ökentrumpetaren. Senare genetiska studier har dock bekräftat att ökentrumpetaren och mongolfinken är systerarter. Dessa står i sin tur närmast bergsökenfinken (Rhodopechys sanguineus, ibland uppdelad i två arter) och tillsammans bildar de en klad med domherrarna i Pyrrhula och tallbiten (Pinicola enucleator).

### Utbredning
Ökentrumpetaren förekommer i Afrika norr om Saharas sydgräns, på Arabiska halvön, lokalt i Turkiet, Azerbajdzjan och vidare genom Iran till Turkmenistan, Uzbekistan, Afghanistan, sydligaste Kazakstan, Tadzjikistan och Pakistan. I Europa förekommer den enbart som häckfågel i sydöstra Spanien. Arten är till största delen stannfågel eller strykfågel. Vissa år förekommer det stora flyttvågor av ökentrumpetare vilket kan resultera i så kallade invasioner i bland annat Europa. Sommaren 2005 skedde exempelvis en sådan invasion med många observationer i nordvästra Europa så långt norrut som England och södra Skandinavien.

### Underarter
Ökentrumpetaren delas upp i fyra underarter med följande utbredning:
- Bucanetes githagineus amantum - förekommer endemiskt på Kanarieöarna
- Bucanetes githagineus zedlitzi - förekommer från Mauretanien till Marocko, Tunisien och Algeriet
- Bucanetes githagineus githagineus - förekommer från södra Egypten till norra Sudan
- Bucanetes githagineus crassirostris - förekommer från Israel till Arabiska halvön, Irak, Iran, Afghanistan och Pakistan

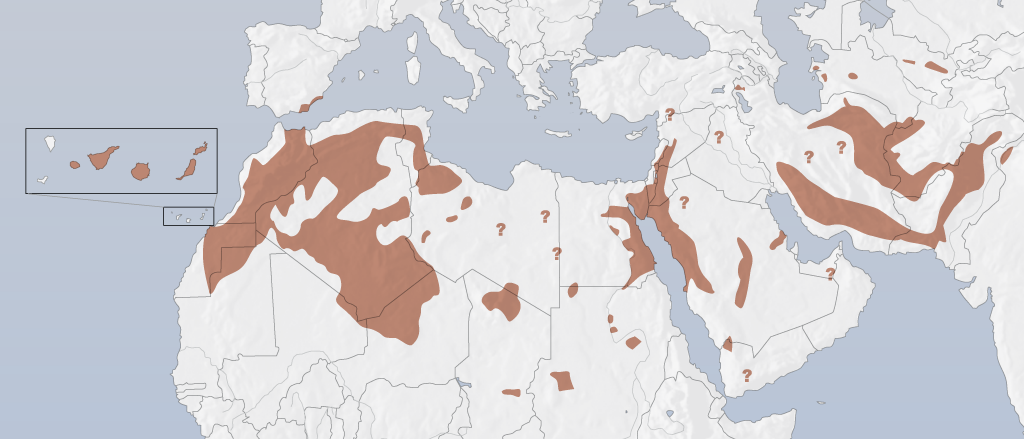
Ökentrumpetarens utbredningsområde.

### Förekomst i Sverige
Ökentrumpetare har observerats 20 gånger i Sverige.  Första gången var 1966 på Askö i Södermanland. Sommaren 2005 när det var en invasion över nordvästra Europa observerades inte mindre än fyra individer på olika platser i landet.

## Ekologi

### Habitat

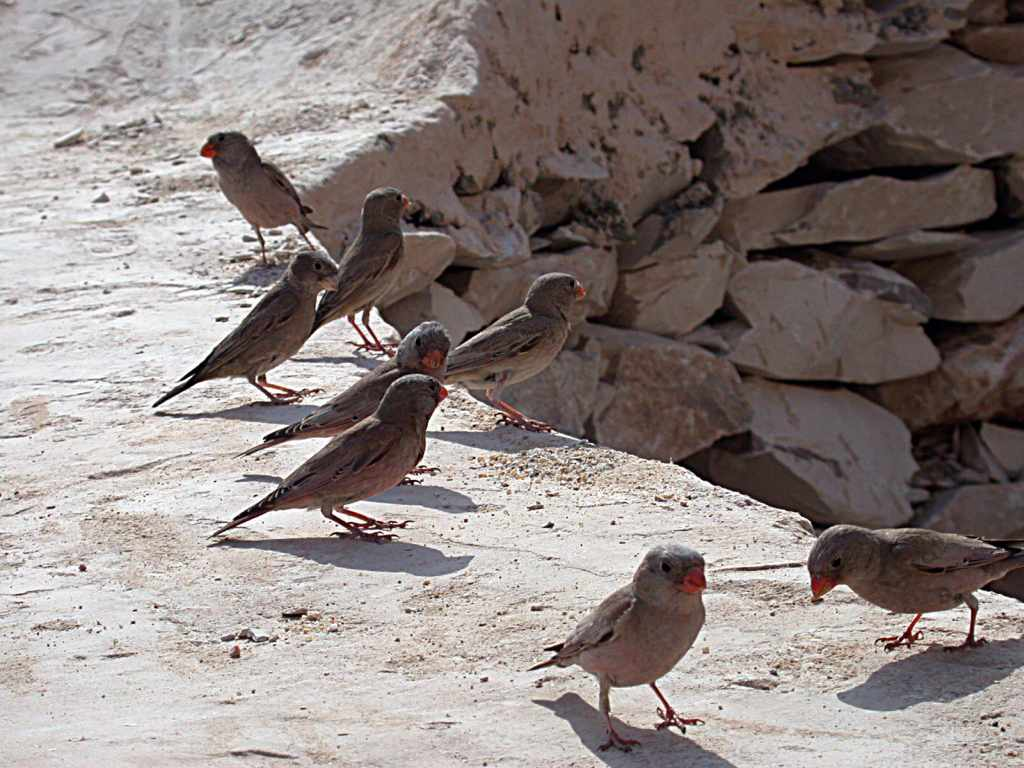
Ökentrumpetare uppträder ofta i flock. Här av underarten githagineus i Egypten.

Ökentrumpetare förekommer i öken, halvöken och i utkanten av öknar. Vidare lever den på vidsträckt öppen stäpp, i kanten av odlingsmark, på bergssluttningar, trädlösa steniga slätter, i klippområden, raviner och wadis. I centrala Sahara förekommer den inne i byar och trädgårdar och undviker där i allmänhet öppen sandöken men förekommer ofta i oaser. I Europa uppträder den främst i områden utan träd med gles buskvegetation, som näringsfattigare obrukad mark. På Kanarieöarna häckar den även i sanddyner med xerofila buskage.

### Häckning

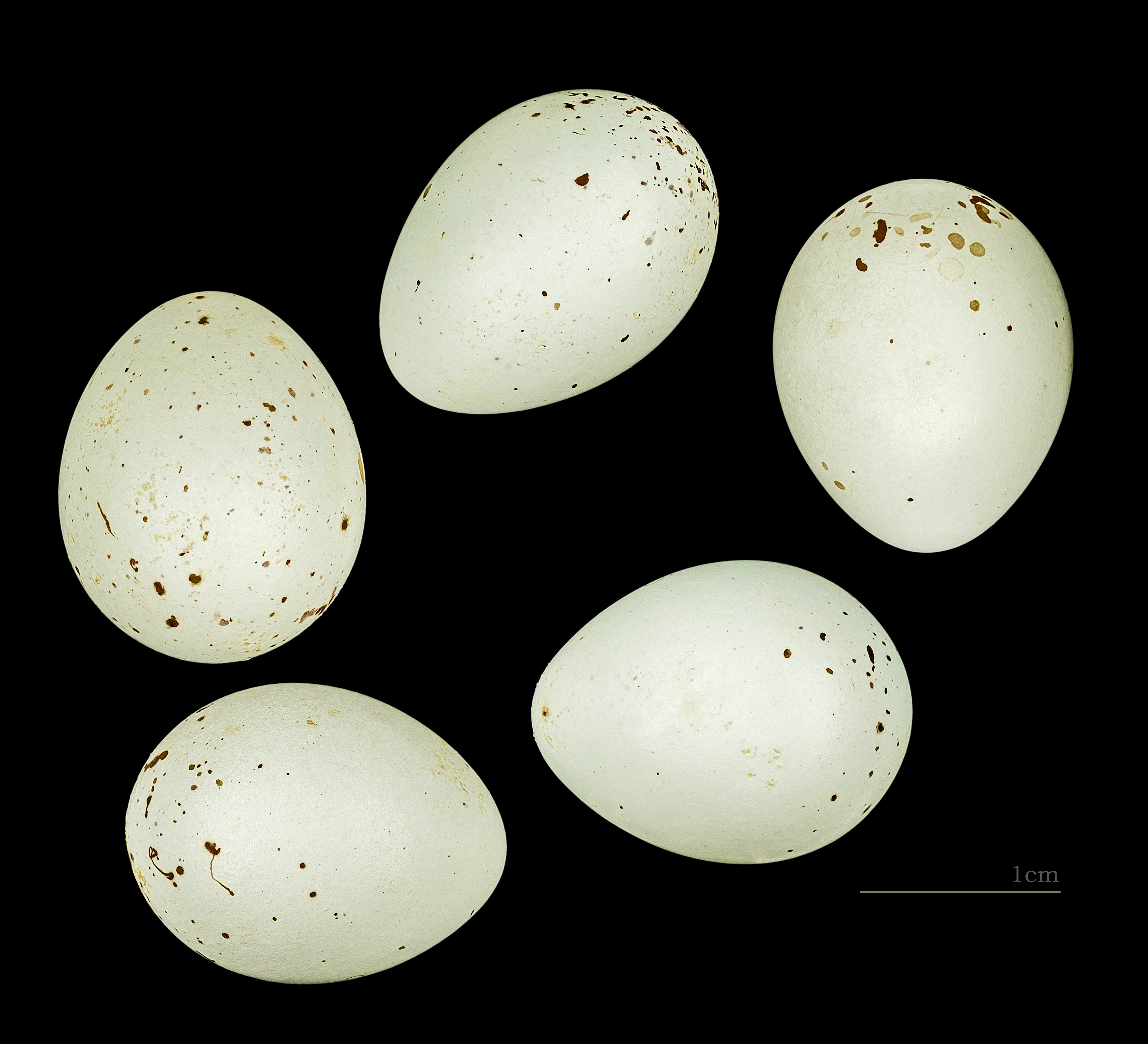
Ägg av ökentrumpetare, underarten amantum.

Häckningssäsongen infaller från februari till juni. Honan bygger boet själv vilket består av en lös ansamling kvistar, växtstjälkar, dun, fibrer, gräs, djurhår och ibland fjädrar. Boet placeras i en grund fördjupning i marken, dolt under en sten, buske eller grästuva. Det förekommer även att den placerar boet upp till sex meter över marken i håligheter som rör, i en husvägg eller i övergivna byggnader. Den lägger fyra till sex ägg. Ökentrumpetaren är monogam.

### Föda
Ökentrumpetaren lever främst av små frön, skott och knoppar av gräs, och andra låga växter samt en del insekter och deras larver, mestadels gräshoppor.

## Status och hot
Den globala populationen av ökentrumpetare bedöms inte som hotad utan kategoriseras som livskraftig (LC). Dock är den europeiska populationen liten och isolerad. Största hoten utgörs av illegal jakt, habitatförluster och störningar under häckningen.

## Namn
Ökentrumpetarens vetenskapliga artnamn githagineus kommer från det tidigare släktesnamnet Githago för växten klätt (Agrostemma githago).